# 伊納車站
伊納車站（日语：／ Inō eki */?）曾是一由北海道旅客鐵道（JR北海道）所經營的鐵路車站，位於日本北海道旭川市，是JR北海道函館本線沿線的一個無人車站，車站編號為A26，因使用人數不足而於2021年3月13日遭廢站。
名稱源自阿伊努語的「i-ru-o-nay」（熊的足跡很多的河流）或「inun-o-pet」（有尋找食物的人的小屋的河流）。
由於車站的四周僅有零星的農家座落，距離主要的住宅區尚有一段距離，當地的居民主要進出還是仰賴行駛於國道上的路線公車。因此，在過去伊納車站的主要上下車旅次，大都是鄰近的北都商業高校之學生通勤所貢獻，在1992年度尚有每日412人次的平均利用率。但由於旭川市的財政困難北都商業高校已於2011年時廢校，及後的使用率也大減下降，最終廢站。

## 簡介

### 站房

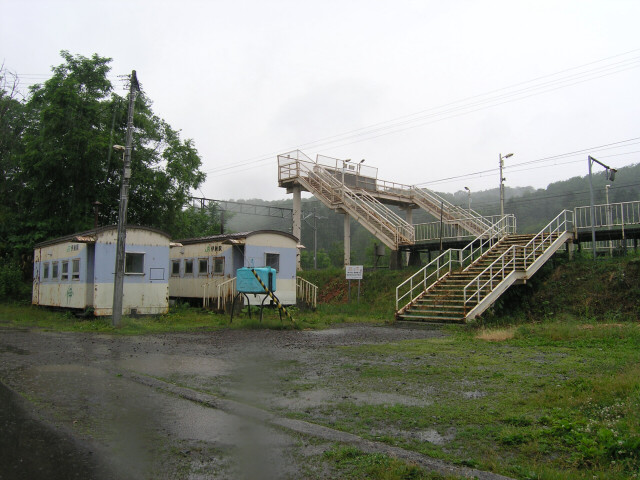
使用兩座舊貨車車廂改製的站房的伊納站。（2004年6月）

廢站前使用的為第二代站房，採用了以舊貨車車廂改製的站房一座，是於1985年站房改建時採用的，原設有兩座，一座為站務室，另一座為候車室。無人化後，站務室停止使用，2014年秋季被移走。

### 月台配置
設有兩座側式月台兩條乘車線，並以跨線天橋連結。
在伊納車站的南側可以看到一條以廢棄鐵路線改建而成的自行車道，是函館本線還在單線時代的舊路線遺跡。在其南側還可見到改線前的木造站房遺跡，直至2010年為止還可見到部分的舊月台結構，甚至還設有兩套轉轍器，目前被留作鐵路工務單位的訓練用途。
| 月台編號 | 路線      | 方向 | 前往             |
| -------- | --------- | ---- | ---------------- |
| 1        | ■函館本線 | 上行 | 瀧川、岩見澤方向 |
| 2        | ■函館本線 | 下行 | 旭川方向         |

## 歷史
- 1898年7月16日：北海道官設鐵道（日语：北海道官設鉄道）上川線空知太站～旭川站間「伊納信號停車場」開業。
- 1900年5月11日：昇格為旅客及貨物車站，改稱為「伊納站」[http://dl.ndl.go.jp/info:ndljp/pid/2948354/4 日本《官報》「営業開始」，大蔵省印刷局：1900年5月18日（明治第5060號），第254頁。
- 1969年：

- 9月30日：隨新線路使用、停止貨物及手提行李提取貨務。
- 10月1日：無人化

- 1985年：站房改築。
- 1987年4月1日：國鐵分割民營化，本站由北海道旅客鐵道承繼。
- 2021年3月13日：因使用人數過少而宣佈廢站[6][7][8][9]。

## 相鄰車站
北海道旅客鐵道（JR北海道）
■函館本線
納內（A25）－伊納（A26）－近文（A27）
在納內車站與本站之間原本存在一稱為春志內信號場的號誌站。但伴隨1969年時函館本線複線化完成切換成今日的新線，號誌站不再有存在的必要。除了廢除號誌站之外，連原本位於舊線上的神居古潭車站也一併廢站。

## 外部連結
- 伊納車站（JR北海道旭川支社）（日語）
- 伊納車站（いつもNAVI） （页面存档备份，存于）（日語）